# Arusha Secondary School
 (avril 2024).
Arusha Secondary School est une école secondaire à Arusha, en Tanzanie, la première école en Tanzanie à être dirigée par une femme tanzanienne éduquée ,,,.
En 2018, l'école comptait 800 étudiantes.